# Rikugi-en
Il Rikugi-en (六義園?, Rikugi-en) è un parco metropolitano di Tōkyō situato nel quartiere speciale di Bunkyō.
Il nome del parco ne identifica la natura: Rikugi-en significa letteralmente "Giardino dei sei princìpi", in riferimento i sei elementi basilari che regolano la poesia tradizionale giapponese Waka, e all'interno del giardino la disposizione degli elementi vegetali e antropici riproduce in miniatura 88 scene da famose poesie.

## Storia
La costruzione del parco si è svolta fra il 1695 e il 1702 ed è stata guidata dal samurai e letterato Yanagisawa Yoshiyasu su incarico di Tokugawa Tsunayoshi, quinto shōgun della dinastia Tokugawa. Composto dalla giustapposizione fra acqua e vegetazione su un'area pianeggiante mossa da una singola collina, il parco rappresentava un capolavoro dell'arte dei giardini durante il periodo Edo secondo lo stile detto kaiyūshiki teien (回遊式庭園?), in cui il paesaggio viene modellato dettagliatamente allo scopo di creare specifiche scene e panorami che vengono goduti dal visitatore non in maniera statica, ma attraversandoli; il nome stesso kaiyūshiki teien indica appunto "giardino in stile circolare", non in riferimento alla forma (il parco Rikugi ad esempio è quadrangolare), ma nel senso che gli elementi vengono disposti in maniera centrifuga attorno a un baricentro che può essere pieno (edificio), vuoto (acqua) o non esserci affatto, per consentirne la fruizione peripatetica.
Alla morte di Yanagisawa, il giardino è caduto in disuso e abbandonato fino al 1878, anno in cui viene acquistato e iniziato a risistemare da Yatarō Iwasaki, proprietario terriero e fondatore della Mitsubishi. Infine, nel 1938 l'area è stata donata a quella che era allora città di Tōkyō, oggi Bunkyō. Per le sue eccezionali qualità, nel 1953 il governo giapponese ha inserito il parco Rikugi all'interno della Lista dei beni ambientali speciali nazionali (日本の特別名勝一覧?, Nippon no tokubetsu meishō ichiran).

## Accesso
Il parco è aperto quotidianamente dalle 9:00 alle 17:00 con ultimo ingresso alle 16:30. Non sono disponibili spazi di parcheggio per autovetture, ma è possibile accedervi con i mezzi pubblici dalla stazione di Komagome attraverso le linee ferroviarie Yamanote dell'azienda pubblica JR o Namboku della privata Tokyo Metro.

## Galleria d'immagini

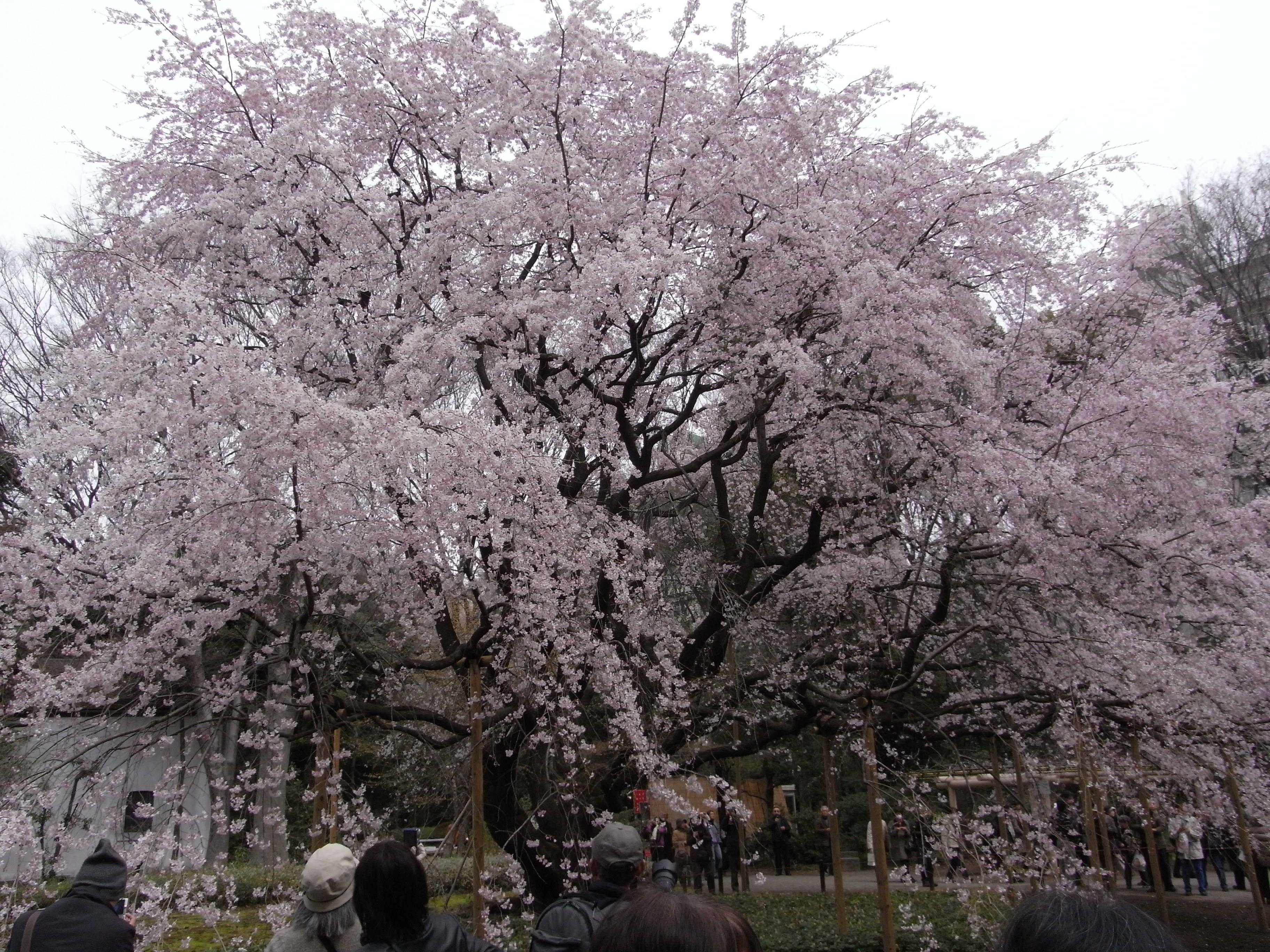
Ciliegi in fiore
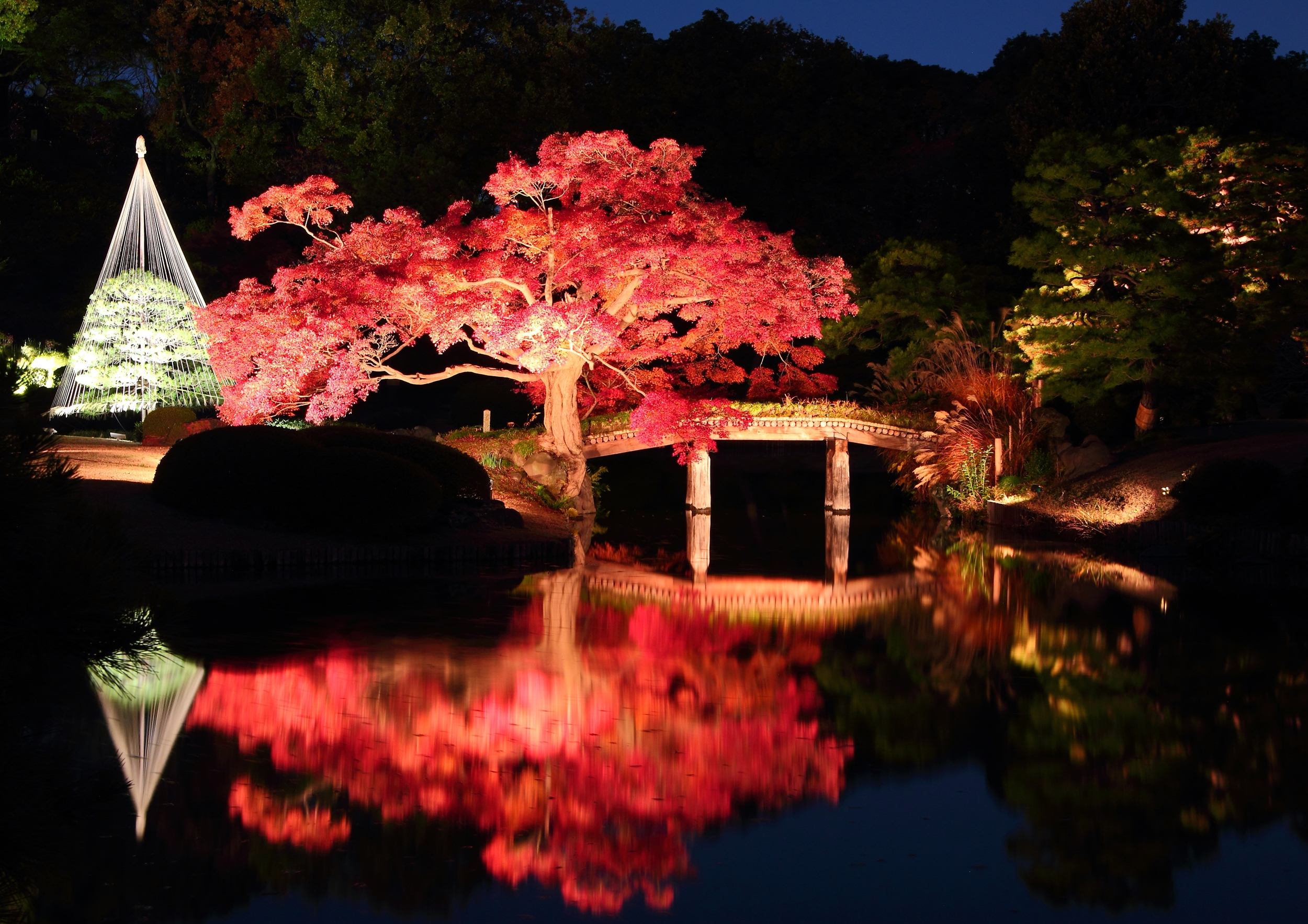
Vista notturna
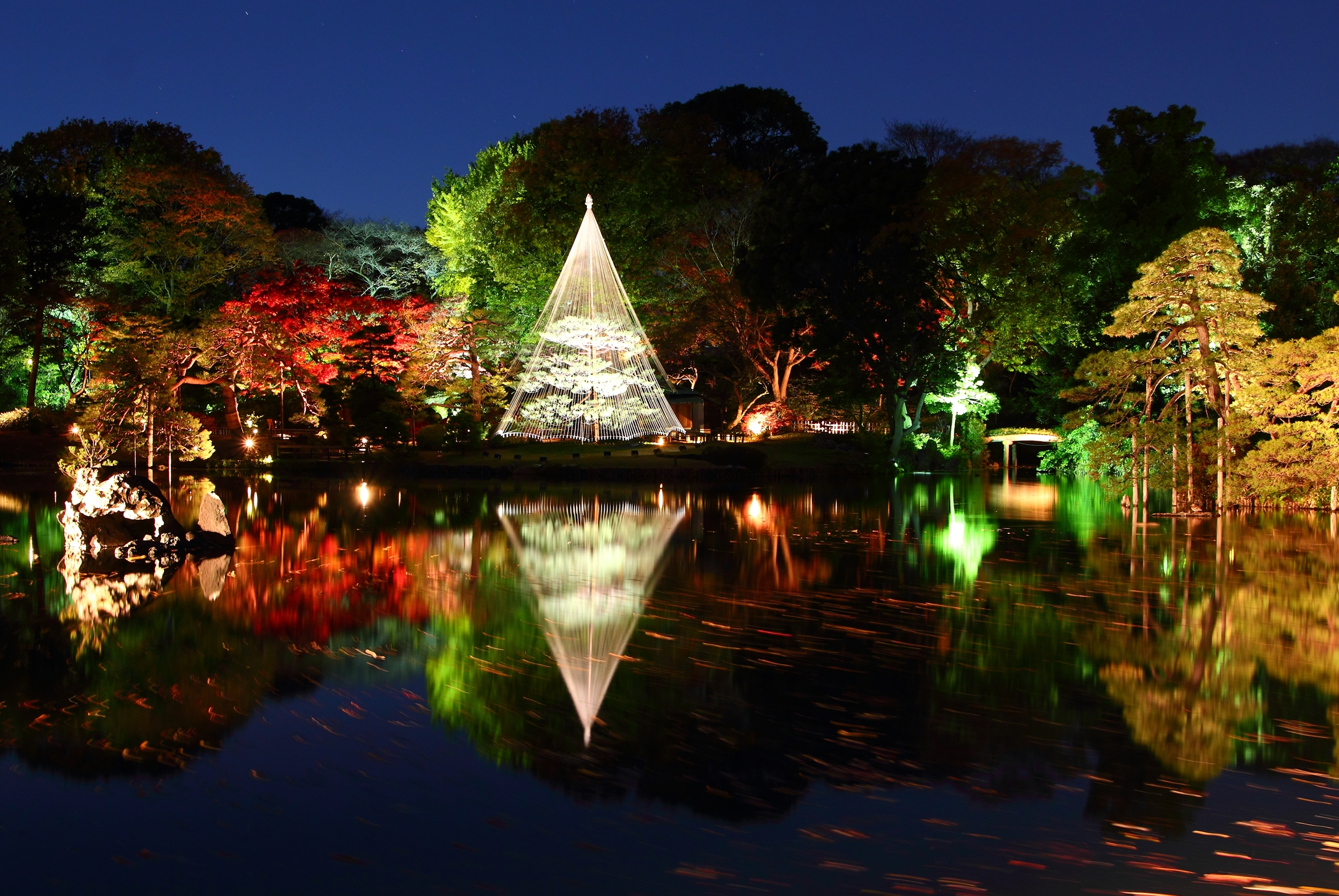
Vista notturna
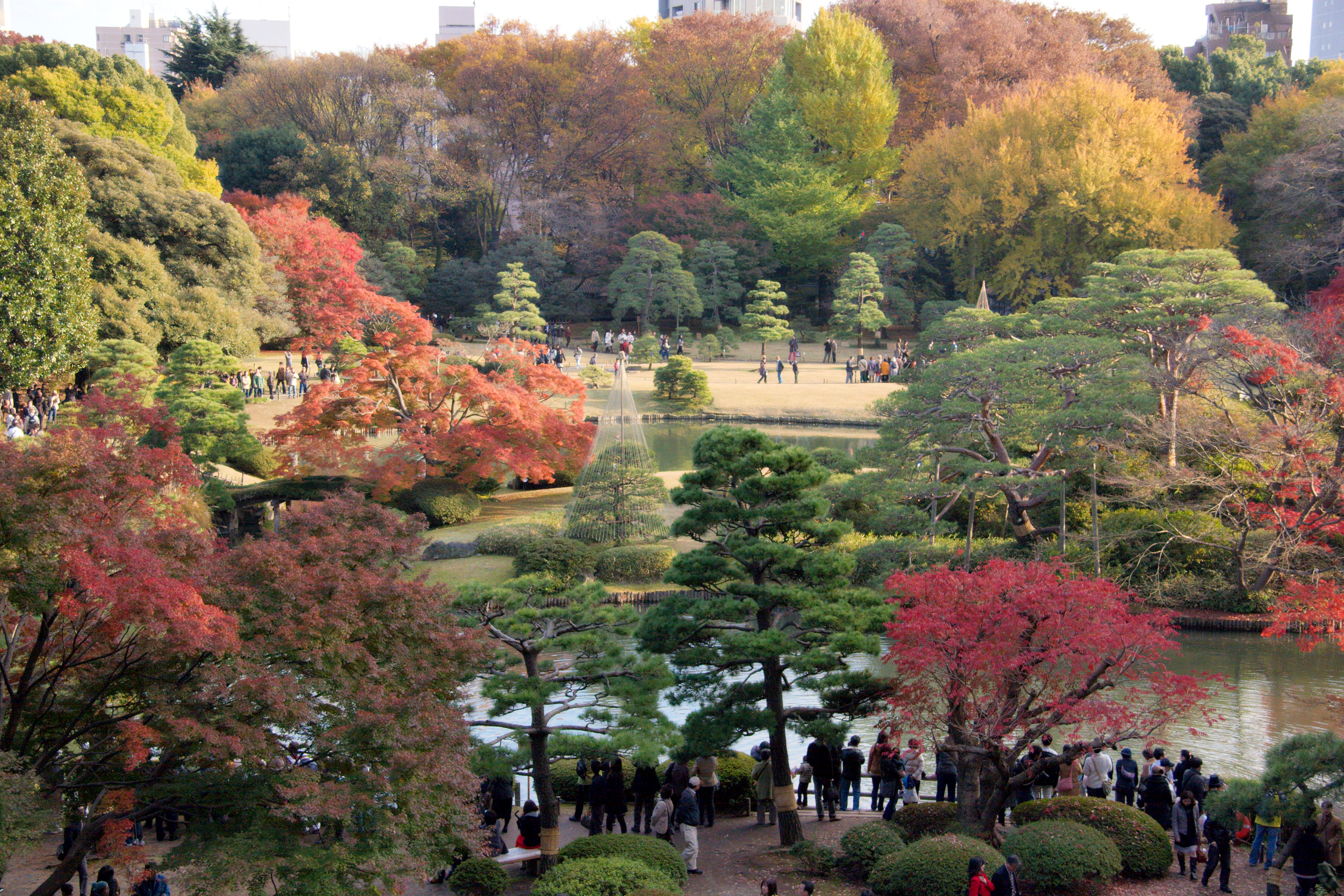
Panorama